# Adamité

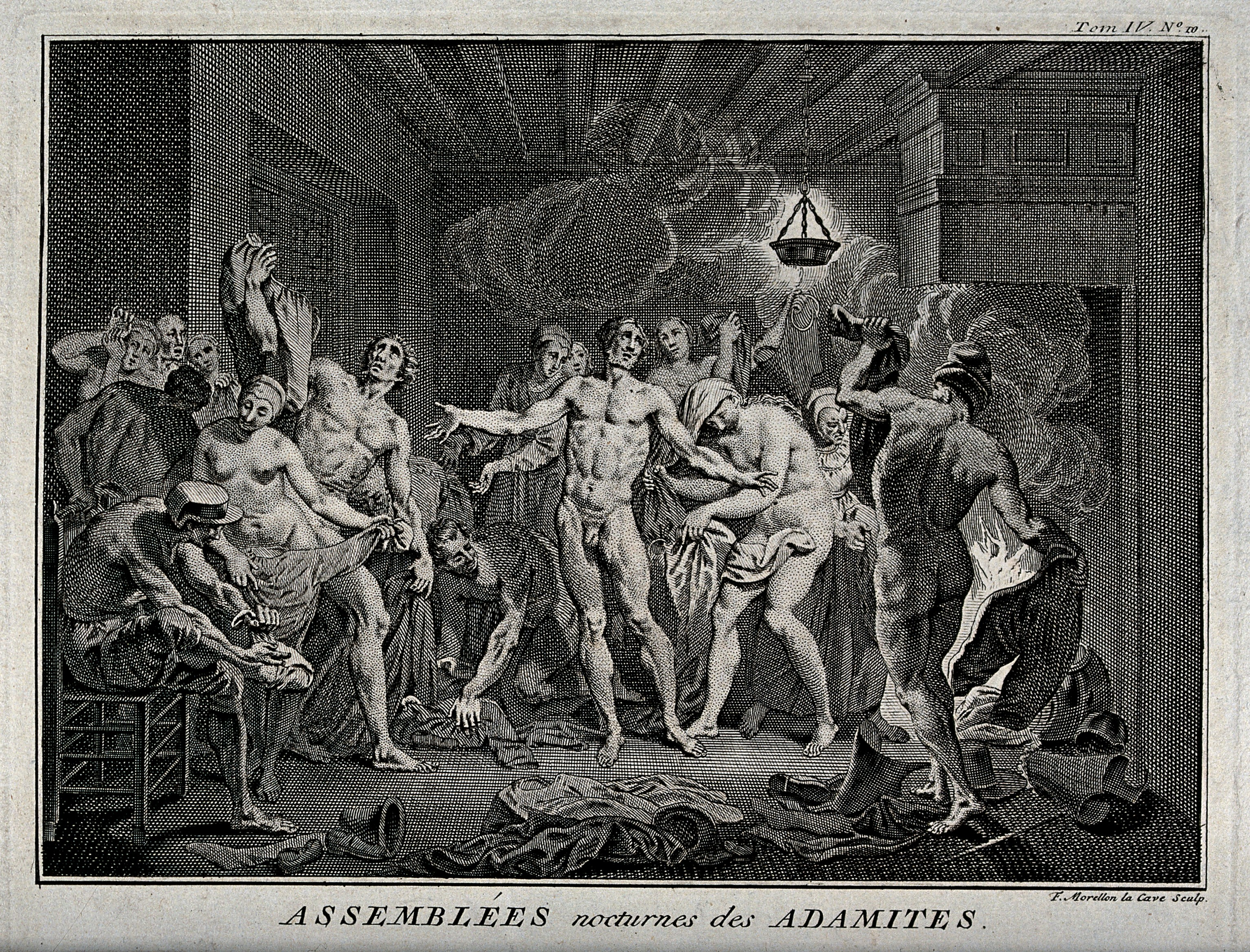
Noční shromáždění adamitů, F. Morellon la Cave

Adamité je označení jak pro starověkou gnostickou sektu, tak pro heretické hnutí v Nizozemsku (neo-adamity) i radikální část husitů. Všechny tyto proudy spolu souvisí jen málo, navenek se vyznačovaly jen podobnými znaky, jako bylo praktikování nahoty.

## Užití slova

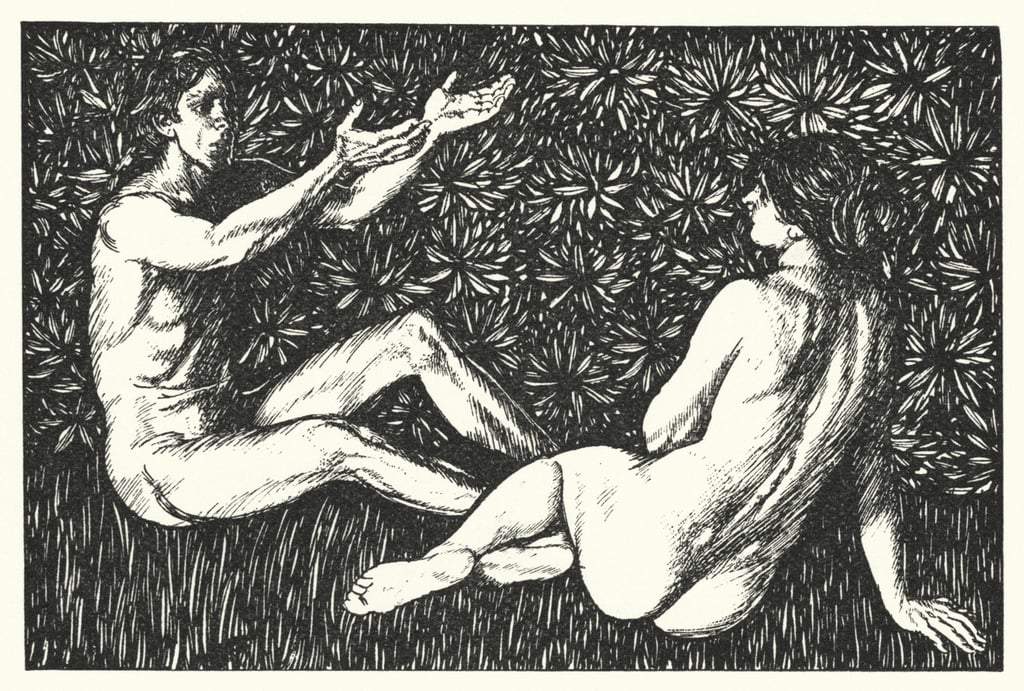
Adamité na ilustraci E. J. Sullivana z roku 1898

Označení „adamité“ bývá často považováno za obecné označení gnostiků či z gnóze vycházejících herezí. Podobně jako označení „katar“ (kacíř) později znamenalo jakéhokoli heretika, zdá se, že označení adamita znamenalo původně gnostika, později prostě „extrémní“ herezi, jejíž příslušníci se vymykali obecně přijímaným morálním standardům své doby.

## Starověcí adamité
Samotné označení adamité je ale mnohem starší, takto pojmenovaná sekta je zmiňována některými autory (sv. Epifanus ze Salaminy) už v 1. tisíciletí – členové této sekty se scházeli nazí a nazí i četli z Písma. Někdo považuje za nejstarší doloženou komunitu adamitů komunitu karpokratovských gnostiků. Nicméně s určitou nejistotou se lze domnívat, že jejich vyznání patrně vzdáleně vycházelo z díla některého z gnostických autorů prvních staletí po Kristu.
O věrouce adamitů víme velmi málo, jakékoli zmínky o nich pocházejí od jejich kritiků a k tomu z druhé ruky, proto je i velmi obtížné je věrohodně spojit s některou jinou středověkou herezí.
Své společenství starověcí adamité nazývali ráj a vyznávali, že přijetím do společenství se jedinec vrací do stavu původní nevinnosti a dokonalosti. Adamité v prvních staletích letopočtu odmítali manželství jako cosi nepřirozeného, co nepatří do stavu původní dokonalosti. Někteří přívrženci hnutí odmítali vnější náboženské zákony i etické imperativy, protože platí jen pro lidi zasažené hříchem, lidi ve stavu po pádu prvotního hříchu. Adamité se cítili být zpět ve stavu před pádem, a tedy bez nutnosti zákazů, příkazů a imperativů.

## Středověcí neo-adamité

### Nizozemští adamité

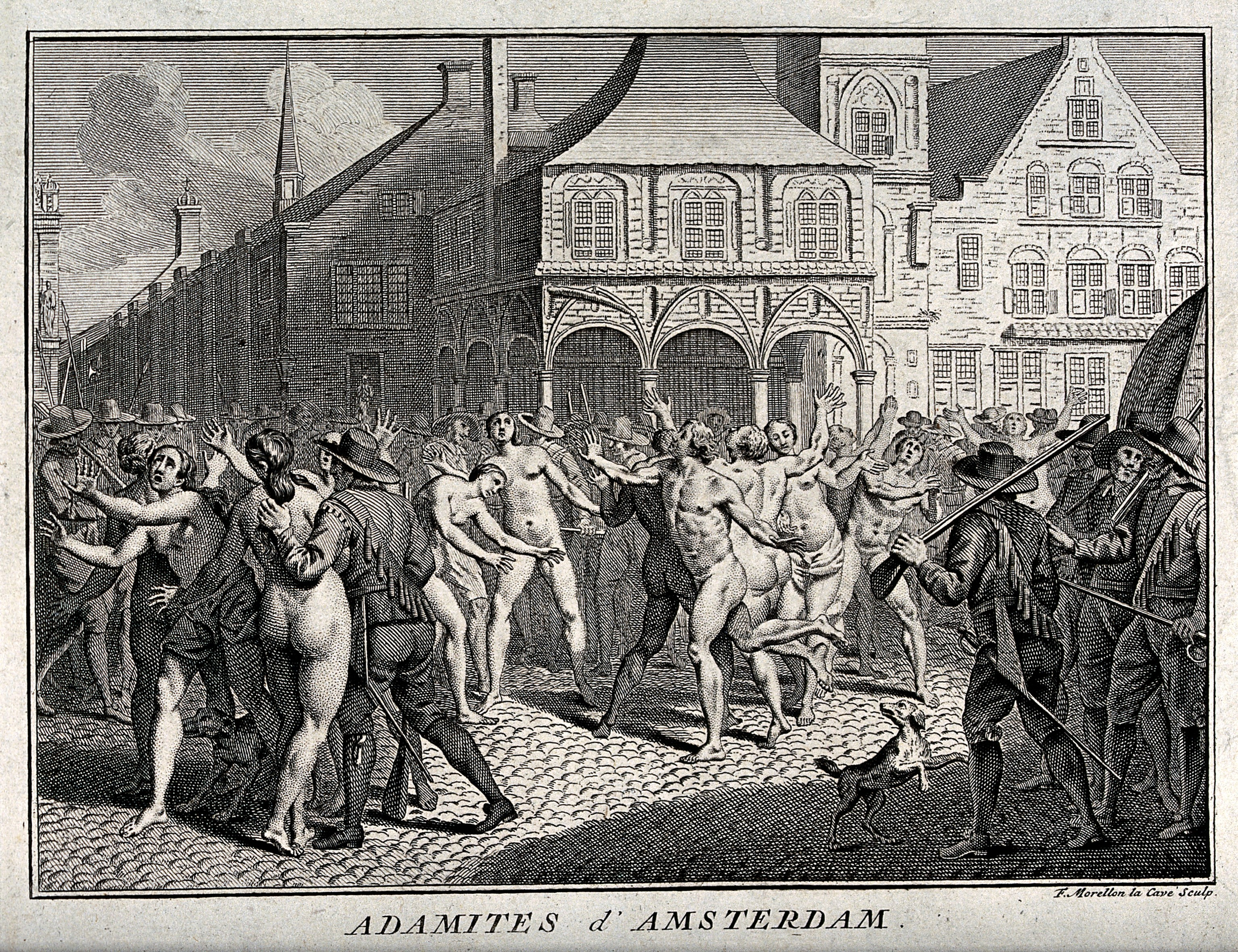
Perzekuce adamitů na náměstí Amsterdamu

Jednalo se o členy heretického hnutí Bratří a sester svobodného ducha.

### Čeští adamité před husitstvím
Jako adamité bývají označováni heretici, kteří se v jižních Čechách usadili za relativně tolerantní vlády posledních Přemyslovců v průběhu 13. století. Tito imigranti pocházeli nejčastěji z blízkého Rakouska, ale podle některých autorů mezi nimi byly i skupiny z Burgundska a Okcitánie. Do konfliktu s vládní mocí ovšem přišli už před husitskými válkami, rozsáhlé „vymítací“ akce proti nim organizoval už Karel IV., ještě jako zemský správce v době nepřítomnosti svého otce Jana Lucemburského.

### Čeští adamité v husitství
V době husitské představovali čeští adamité radikální část pikartů uvnitř husitského hnutí. Pro vznik pikartů v husitství a jejich přeměnu v adamity hrála významnou roli chiliastická očekávání husitů pojící se s rokem 1420. Po tom, co očekávaný konec světa nenastal, z dobového nadšení pro chiliasmus rychle vystřízlivěla skupina kolem Mikuláše Biskupce, jiní však chiliastický radikalizmus nepřestávali projevovat ani později.
Právě radikální skupina pikartů vedená Martinem Húskou (řečeným Loquis – Mluvka) se dále radikalizovala a proměňovala v adamity. Martin Húska (Loquis) jmenovitě popíral přítomnost Krista ve večeři Páně, víno a chléb viděl jako symboly. V naprostém rozporu s konzervativním křídlem zavedl Loquis na Táboře v roce 1420 namísto eucharistie hody agapé, které se později začínají zvrhávat v sexuální orgie (eros), místo křesťanské lásky (agapé).
Pikarti postupně vyvolávali odpor umírněného táborského křídla, spojeného s Pražany. Húskova strana pravděpodobně bez násilí odešla v lednu 1421 z Tábora do Příběnic. Martin Húska byl 29. ledna 1421 uvězněn pánem z Jindřichova Hradce a později byl dopraven do Tábora, kde pod nátlakem odvolal své bludy. V komunitě sektářů v Příběnicích se dostával do popředí Petr Kániš. Sektáři se zde během předvelikonočního půstu radikalizovali v blasfémiích a docházelo k prvním projevům adamitství – k odhazování šatů – ve víře, že šaty jsou jen nadále nepotřebným důsledkem Adamova pádu. Kněží v této době již ustupovali do pozadí, adamitské názory se stávaly jen snůškou chiliastických blouznění.
Na přelomu března a dubna 1421 táborská obec sektáře rozehnala a vytlačila je z Příběnic. Skupina pikartů si pak zřídila provizorní ležení v lesnatých kopcích na pravém břehu Lužnice. Adamitské hnutí se postupem času odklonilo od původní verze „čisté orgie“ (muži a ženy mezi sebou) a údajně docházelo i k projevům homosexuality.

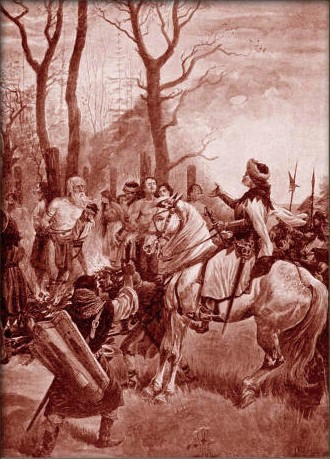
Ferdinand Hetteš: Upálení Adamitů

V dubnu 1421 obořil se Jan Žižka na tyto kacíře. Někteří se rozutíkali, ale 50 sektářů chytili (mezi nimi i Petra Kániše), odvedli je do vsi Klokoty a tam byli upáleni. Šli prý vesele a s úsměvem na smrt, pravíce, že ještě téhož dne budou kralovat s Kristem na nebesích. Dalších 25 sektářů bylo upáleno ještě po Žižkově odchodu. V trávníku návsi v dnešní městské části Tábor-Klokoty se nachází památník husitské netolerance – velký kámen s nápisem Táborští pikarti 1421–1996.
Původní předák pikartů, Martin Húska (Loquis), který odvolal jen pod nátlakem, opustil v červnu 1421 Tábor a pokusil se dostat na Moravu, byl však u Chrudimi zadržen. Protože opět vyznal bludné učení o eucharistii, byl na žádost samého Žižky dne 21. srpna 1421 v Roudnici nad Labem upálen v sudu.

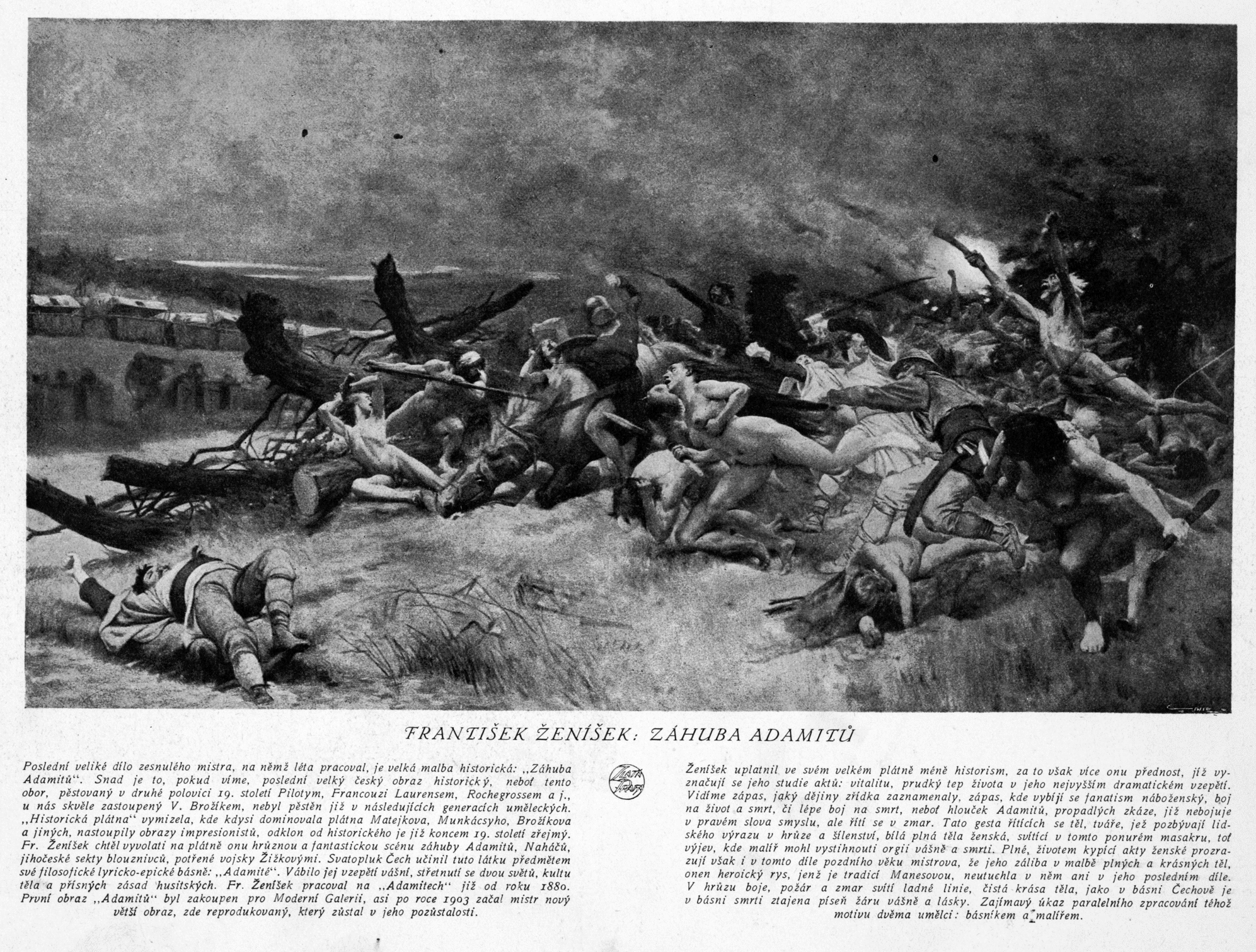
František Ženíšek: Zánik Adamitů (repro Zlatá Praha 1916)

Zbytek rozprášených adamitů se soustředil na ostrově v toku Nežárky mezi Veselím nad Lužnicí a Stráží. Odtud činili výpady do okolí a vypálili Kardašovu Řečici. Tu již jevili známky sekty: prosazovali v mezilidských vztazích duchovní i sexuální nečistotu a chodili zásadně nazí, údajně souložili každý s každým. Stačilo k tomu, aby zašli za svým vůdcem Adamem a požádali ho o svolení. Tento Adam se nazýval synem božím. Ve skutečnosti to byl belgický francouzský pikart, kněz Adam Rohan z Pikardie, který si získal důvěru skupiny žen.
Někteří badatelé však soudí, že uvedené zprávy o sexuálních výstřednostech jsou přehnané, např. dle profesora Františka Šmahela se jednalo o nádech volnomyšlenkářství a pohlavní svobody, který u jejich nepřátel budil zdání nové Sodomy.
Tito adamité byli trnem v oku Žižkovi. Ten proto proti nim zasáhl při výpravě proti Soběslavi, shromáždil vojska a vytáhl k adamitskému ostrovu. K rozhodujícímu střetu došlo v říjnu 1421 na Ostrově na Hamru. Ačkoliv se statečně bránili, husitskému vojsku podlehli a 40 jich bylo zajato a zahubeno mečem a ohněm (21. října 1421). Poražené sektáře Žižka upálil, ponechán byl údajně jen jeden, aby táborským kněžím vypověděl všechny skutky svých druhů. Tyto tzv. adamitské články pak poslal Žižka do Prahy, aby o nich byli informováni pražští kněží.